# Pietro Griffo
Pietro Griffo (Pisa, gennaio 1469 – Roma, 1516) è stato un vescovo cattolico italiano.

## Biografia
Pietro Griffo, o Pietro Griffi, nacque a Pisa da Giovanni di Ranieri, Conte di Sasso, e da Bandeca, figlia di Antonio Sampanti, due illustri famiglie della repubblica di Pisa. La famiglia paterna, in particolare, è documentata in città fin dal XII secolo.
Il fratello Filippo ereditò il titolo di conte di Sasso, mentre, delle due sorelle, Pantasilea sposò Borgondio Leoli (1488) e Costanza entrò nel convento di Sant'Anna, a Pisa.
Divenne vescovo di Forlì.
È noto per aver voluto la costruzione, agli inizi del Cinquecento, del palazzo che poi prenderà il nome di Palazzo Scapucci, in via dei Portoghesi, in Roma, inglobando anche la preesistente Torre Frangipane.